# Bynov
Bynov (německy Bünauburg bei Bodenbach) je IX. místní část statutárního města Děčín (označovaná také jako Děčín IX-Bynov). Leží v údolí při Jílovském potoce (levý přítok Labe), sedm kilometrů severovýchodně od města Jílového a asi čtyři kilometry od centra Podmokel. Bynov je jedním z katastrálních území Děčína, na kterém se nachází i děčínská městská část Nová Ves. Katastrální rozloha činí asi 1507 ha. 

## Historie

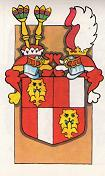
Znak pánů z Bünau

Bývalá obec Bynov se v pramenech připomíná poprvé mezi lety 1543 až 1547 jako majetek pánů z Bünau. Podle nich nese Bynov i své pojmenování. V té době tady stála středně velká vesnice s hamrem na železo a různou řemeslnou výrobou. V roce 1572 na místě řečeném „Bienweide“ majitel děčínského panství Günter z Bünau založil dvůr, při kterém nechal v letech 1591–1605 postavit nevelký jednopatrový renesanční zámek s mansardovou střechou a portálem, který nese alianční znak Güntera z Bünau a Margarety z Bredau s letopočtem 1605. Spolu se třemi světnicemi, komorami, dvěma svrchními sklepy a hospodářskými budovami se dochovaný zámek stal centrem nového panství a současnou dominantou. Stavba byla pravděpodobně dokončena až roku 1605. Výstavba zámku započala až po rozdělení podmokelského dominia po smrti jeho majitele Jindřicha mladšího z Bünau roku 1591. K novému panství patřily obce Bynov, Nová Ves, Bělá, Prosetín, Javory, Hliněná, Borek, Choratice a Dobkovice. Po smrti Güntera z Bünau se panství dostalo pod správu statku Šenštejn, ale roku 1626 se opět osamostatnilo. Spolu s ostatními majetky rytířů z Bünau, kteří byli protestanty a museli po bitvě na Bílé hoře odejít ze země, byl i Bynov v roce 1628 prodán Kryštofovi Šimonovi z Thunu. Samostatným statkem zůstal Bynov až do roku 1671, kdy se stal součástí děčínského fideikomisu. Zámek pak sloužil jako obydlí lesníka. Kolem roku 1820 byl opraven a v roce 1835 zde byla zřízena tkalcovna.
Po výstavbě Duchcovsko-podmokelské dráhy (1871), v době, kdy probíhala industrializace podmokelského regionu, se obec rozvinula ve velké a významné průmyslové středisko.
Po roce 1945 se Bynov spolu s Novou Vsí a ostatními okolními přilehlými obcemi stal součástí dvojměstí Děčín-Podmokly. Úředním znakem obce do sloučení s městem Děčínem byla včela, používaná na veškerých obecních listinách.

## Přírodní poměry

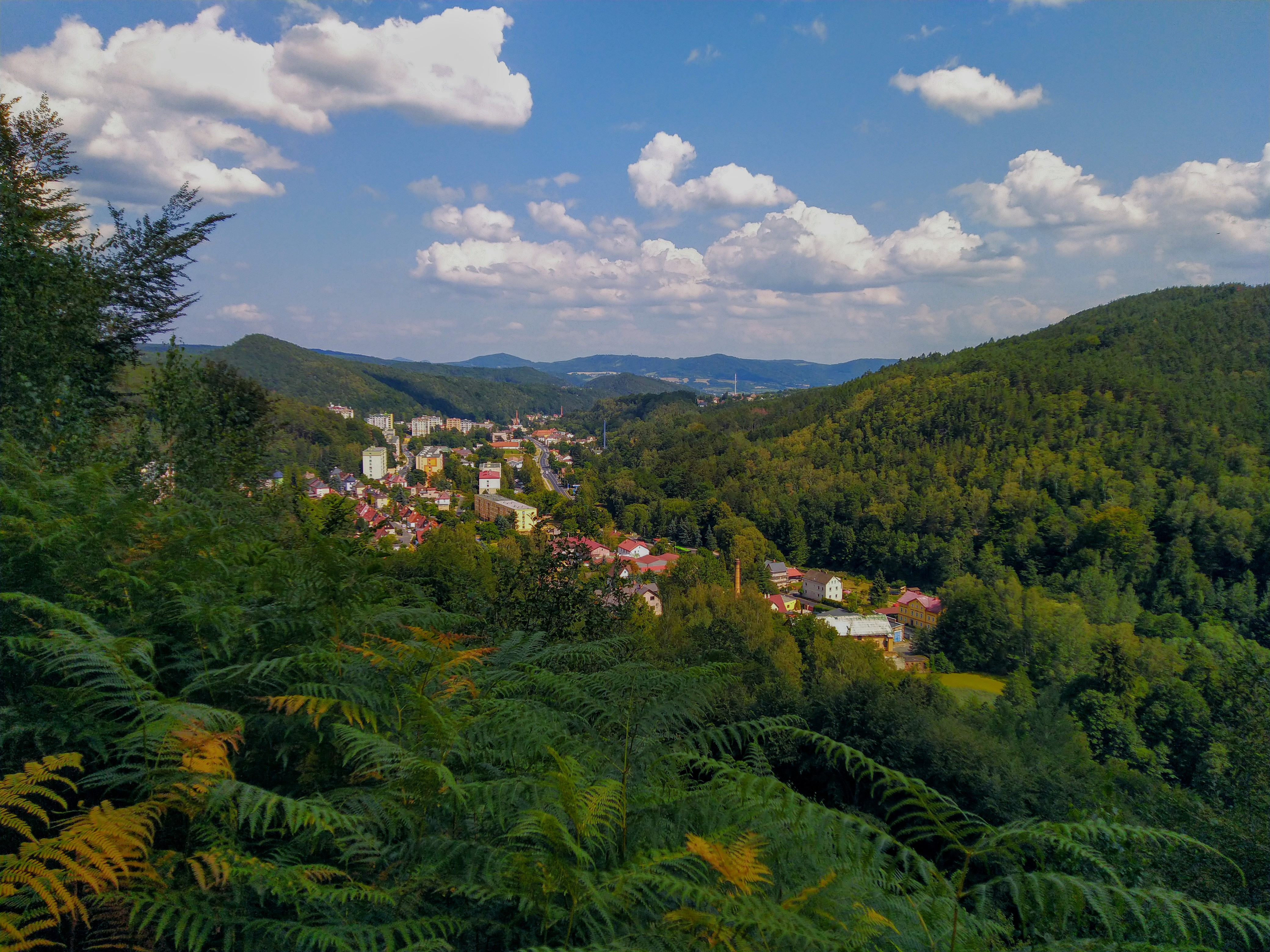
Bynov ze západu. Městská část je z obou stran sevřena v lesnatém údolí Jílovského potoka

Bynov, jako západní část Děčína, se rozkládá v severních Čechách, podél důležité a v současnosti dosti frekventované silnice I/13 spojující Děčín a Teplice. Na severní straně se nachází chráněná krajinná oblast Labské pískovce, ve které se hned nad městskou částí nacházejí pískovcové skalní stěny. Výjimkou nejsou ani vegetací téměř zarostlá pole pískovcových balvanů. Naopak v jižní části se rozkládá České středohoří. Rozhraním obou dvou CHKO je silnice I/13.
Pro obec jsou charakteristické vysoké zalesněné vrchy, jenž městskou část obepínají ze všech směrů a tvoří údolí Jílovské potoka, vedoucí ze západu na východ, směrem do Děčína. Výrazné vrchy jako Klobouk na jihu a Písečný vrch na východě, dávají Bynovu na mapě typický kloboukový tvar. Nejvyšší horou v okolí je pískovcová stolová hora Děčínský Sněžník, vzdálená pouze 3 km severozápadně. Ta s výškou 723 metrů patří mezi výrazné dominanty v okolí a velmi atraktivní turistický cíl nejen pro místní či tuzemské obyvatele, ale i turisty z Německa.
Průměrná nadmořská výška Bynova je 212 m, nejnižší místo má 160 m a nejvyšší 299 m. Výškový rozdíl mezi západní a východní částí (podél hlavní silnice) je jen 30 metrů, avšak mezi severní a jižní je mnohem větší, konkrétně 125 m.
V okolních lesích převažují smrkové monokultury, výjimkou však nejsou místy ani borové. Částí s listnatými stromy je zde pomálu a tím nejčastějším je buk.

## Obyvatelstvo

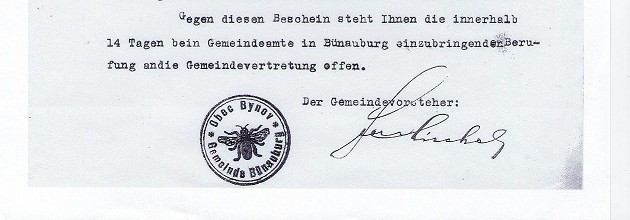
Razítko obce Bynov na úřední listině v roce 1933

Při sčítání lidu v roce 1921 v Bynově žilo 1 181 obyvatel (z toho 560 mužů), z nichž bylo deset Čechoslováků, 1 110 Němců a 61 cizinců. Většina (1 056 osob) se jich hlásila k římskokatolické církvi, ale žilo zde také 86 evangelíků, 27 příslušníků nezjišťovaných církví a dvanáct lidí bez vyznání. Podle sčítání lidu z roku 1930 měl Bynov 1 356 obyvatel: sedmnáct Čechoslováků, 1 261 Němců a 78 cizinců. Dvě nejpočetnější skupiny představovali římští katolíci (981 osob) a lidé bez vyznání (253 osob). Kromě nich zde žilo 112 evangelíků, dva židé a osm členů nezjišťovaných církví.
| | 1869 | 1880 | 1890 | 1900 | 1910  | 1921  | 1930  | 1950  | 1961  | 1970  | 1980 | 1991  | 2001  | 2011  |
| --- | ---- | ---- | ---- | ---- | ----- | ----- | ----- | ----- | ----- | ----- | ---- | ----- | ----- | ----- |
| Obyvatelé                                                                                                 | 389  | 376  | 435  | 804  | 1 132 | 1 181 | 1 356 | 1 171 | 1 345 | 1 370 | 861  | 4 897 | 4 476 | 3 932 |
| Domy | 49   | 52   | 53   | 70   | 98    | 109   | 150   | 216   | —     | 240   | 160  | 230   | 237   | 247   |
| V roce 1970 zahrnuje místní část Nová Ves. Počet domů z roku 1961 je zahrnut v domech místní části Děčín. |      |      |      |      |       |       |       |       |       |       |      |       |       |       |

## Průmysl
Bynovská firma WICO byla odkoupena rodinnou společností Charvát, která se stejně jak WICO zaměřuje na výrobu trezorů.

## Doprava
Do Bynova zajíždějí autobusové linky číslo 202 (do 10. prosince 2017 jen č. 2) (Dopravního podniku města Děčína), 432 a 438 (Busline).
Taktéž se zde nachází i železniční stanice železniční trati Děčín – Oldřichov u Duchcova, místními nazývaná Kozí dráha. Od roku 2007 až do roku 2021 nebyla na trati objednávána osobní doprava a bez pravidelné údržby postupně chátrala a místy na ní padaly uvolněné kameny. Ovšem od dubna 2022 byl na této trati provoz obnoven.
V červenci 2019 rozhodlo zastupitelstvo města Děčín o vzniku nové autobusové linky. Její trasa má spojit nejvýše položené partie Bynova s jeho dolní částí pro možný přestup na další autobusové linky, ale i se sousední městskou částí, Horním Oldřichovem. Původně do Horního Oldřichova jezdila přímá linka č. 6, vedoucí z města. Ta se zrušila a kvůli tomu tam musel na otočku zajíždět každý čtvrtý autobus linky 202 (respektive 229). Tento způsob se též ukázal jako nepříliš efektivní. Nová linka má ke všemu poskytnout komfort obyvatelům ve vyšších částech městské části. Původně zde měla být autobusová doprava zajištěna hned po vybudování sídliště. K tomu však nikdy nedošlo a značné převýšení a vzdálenost působily především v zimě, značné problémy lidem, kteří se museli dostat dolů na autobusovou zastávku. Linka bude začínat v ulici Na Vyhlídce a následně se autobusy Rudolfovou ulicí dostanou k Teplické ulici, kde bude zastávka pro případný přestup. U supermarketu Penny odbočí ze silnice č. 13 do ulice Bynovské, vedoucí přímo do Horního Oldřichova, která bude koncem této linky. Počítá se s nasazením nízkopodlažních minibusů s pohonem na CNG.

### Historie dopravy v Bynově
Kolem roku 1900, poté, co zkrachoval návrh na zavedení tramvajové dopravy na trase od děčínského východního nádraží přes Podmokly a Jílové do Libouchce, se rozhodl jistý kladenský rodák, advokát Heinrich Hollerstein pro zavedení autobusové dopravy. Chtěl provozovat autobusy na trase mezi nádražím v Děčíně, Podmokly a Libouchcem se zajížďkou k nádraží v Podmoklech. Na tuto trasu si požádal i o koncesi, která byla vyřízena takřka obratem. Hollerstein plánoval provoz s 8 autobusy, přičemž vypravenost by činila 6 vozů. S jeho záměrem nesouhlasili zástupci železnic a podmokelští zastupitelé. Hollerstein mohl podnikat a nejpozději do léta 1902 hodlal zahájit provoz, a to nejen na již zmiňované trase do Libouchce, ale i na druhé lince z Děčína přes Oldřichov do Martiněvsi. Záměr nakonec nebyl uskutečněn.
Roku 1906 advokát Hollerstein svou koncesi předal obchodníkovi Friedrichu Leinweberovi, který založil Labskoměstský dopravní podnik EVU (německý název firmy). V říjnu 1924 vyjel první autobus do Oldřichova a ještě v témže měsíci si EVU podala žádost o povolení linky do Libouchce. Ta ale nakonec nebyla uvedena do provozu, protože proti EVU se postavil podmokelský soukromník Rehatschek, který si koncesi podal o několik měsíců dřív a provoz dané linky nakonec skutečně zahájil a provozoval do roku 1936. První autobusy společnosti EVU se podívaly do Bynova v roce 1938.
V březnu roku 1953 byl zahájen trolejbusový provoz na trati písmeno B Bynov – Staré Město a ukončen postupně v prosinci 1973.
V šedesátých letech dojížděly do Bynova nové přímé linky z Rozběles do závodů v Bynově a jeho okolí. Roku 1975 se změnila konečná „dvojky“ v oblasti Bynova, která se vzhledem k rozšíření bytové zástavby posunula od zámečku až na samou hranici s obcí Martiněves u „chlupárny“.

## Školství
V Bynově se nachází základní škola, speciální základní škola a mateřská školka.

## Pamětihodnosti
- Na levém břehu Jílovského potoka stojí renesanční bynovský zámek založený Günterem z Bünau a dokončený nejspíše roku 1605.[8]
- Boží muka u zámku
- Měšťanský dům čp. 75, ulice Vladimirská[9]

## Galerie

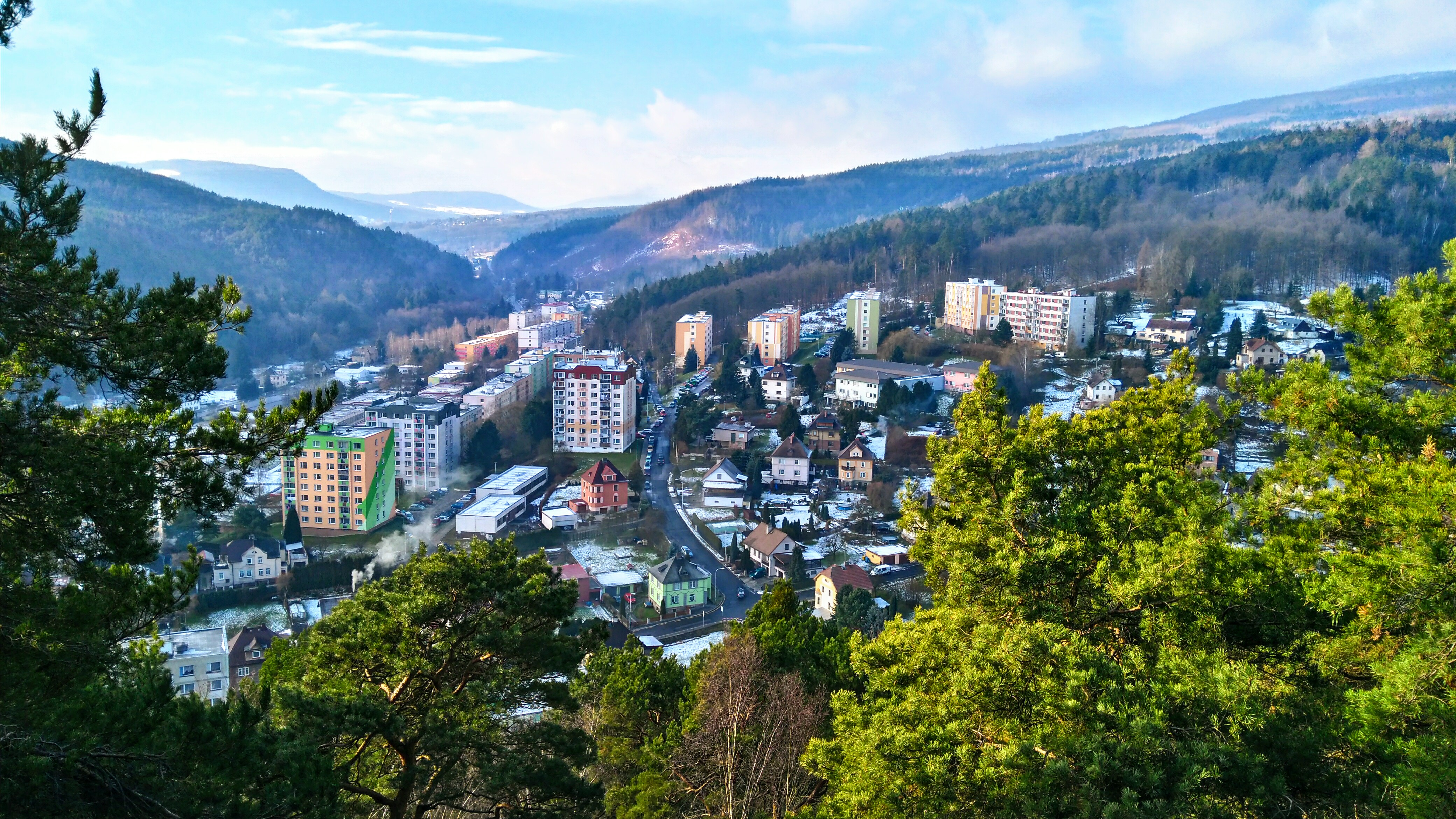
Bynov z Písečného vrchu (pohled na západ)
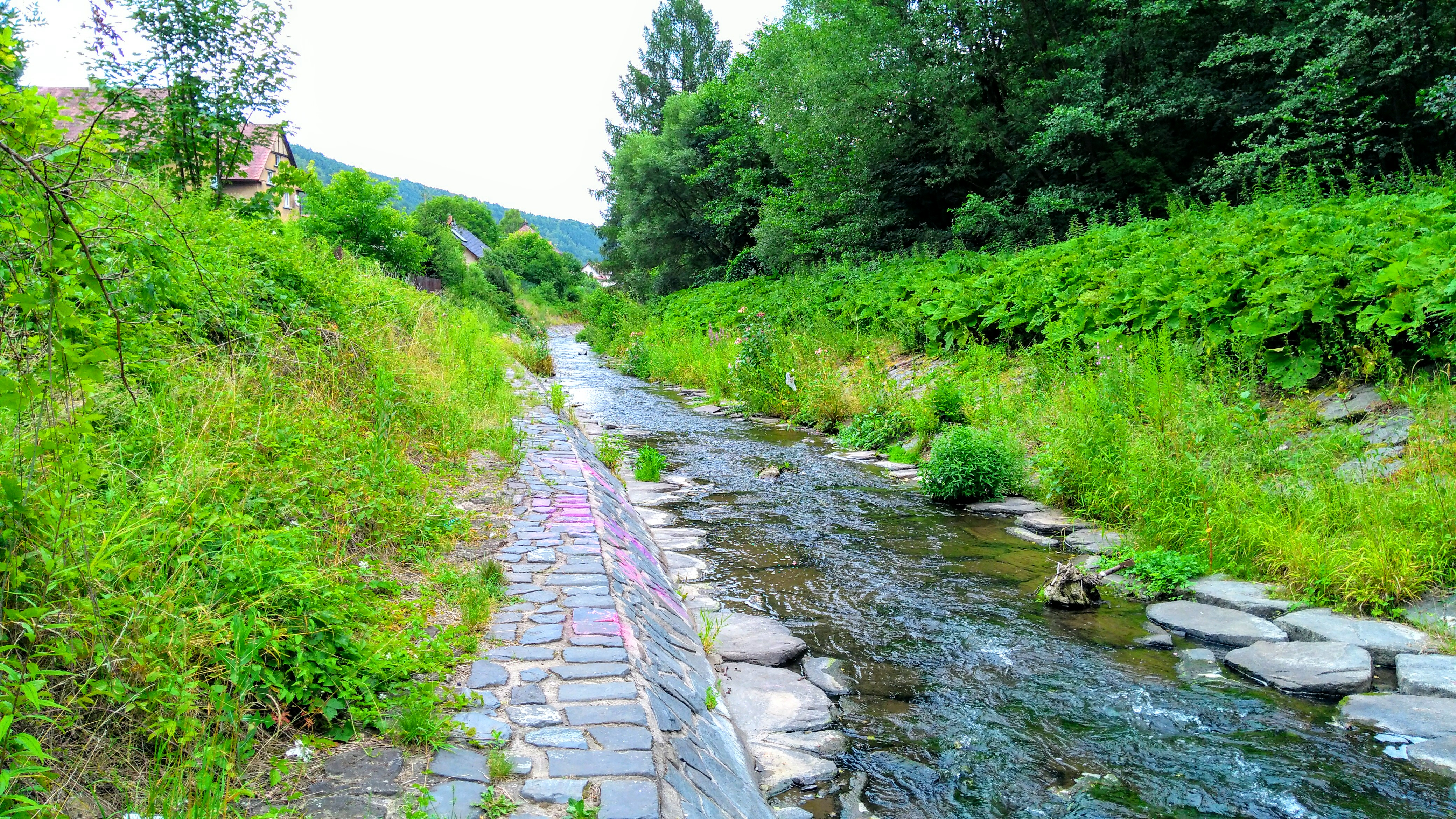
Jílovský potok
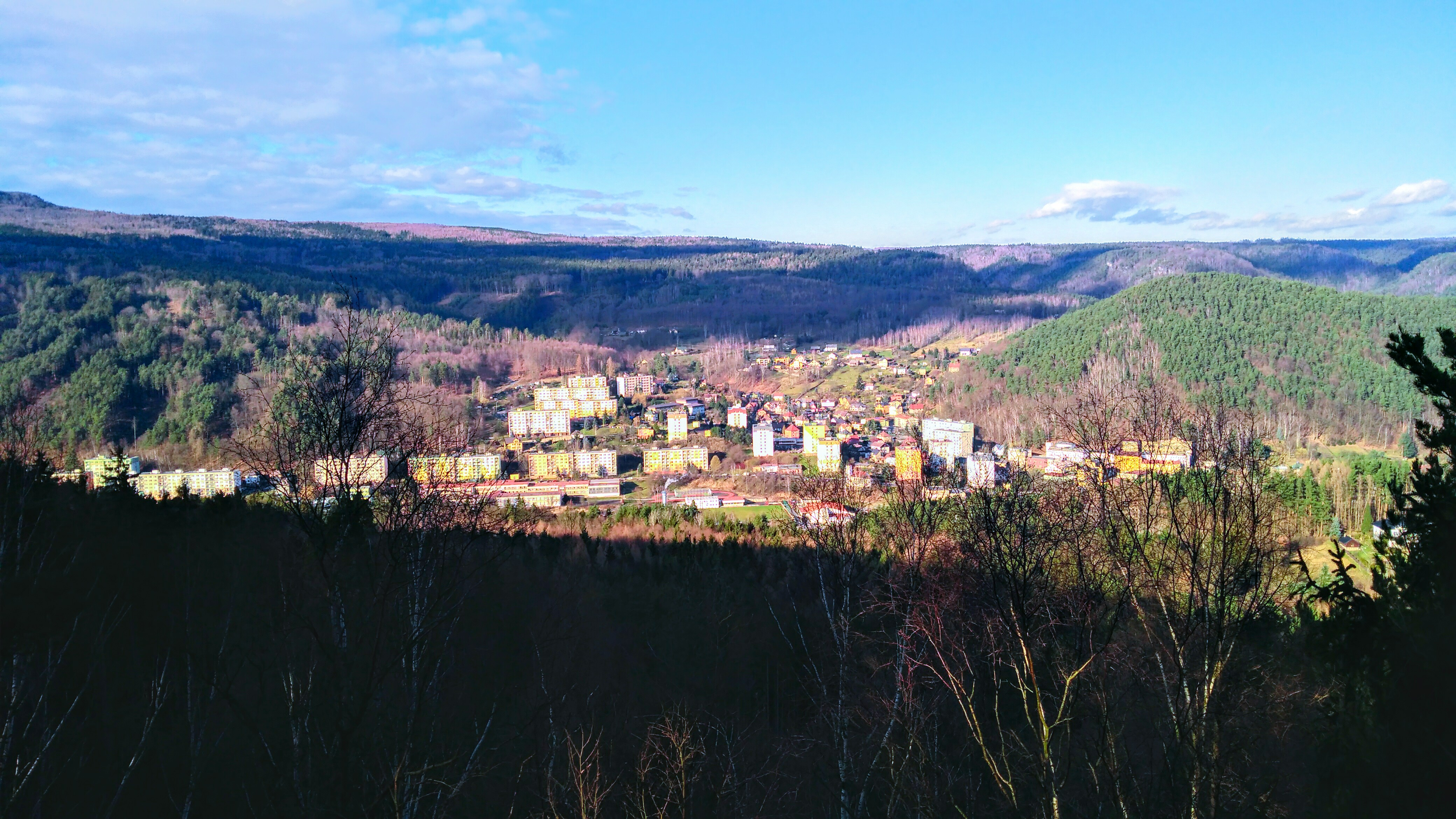
Pohled z jihu
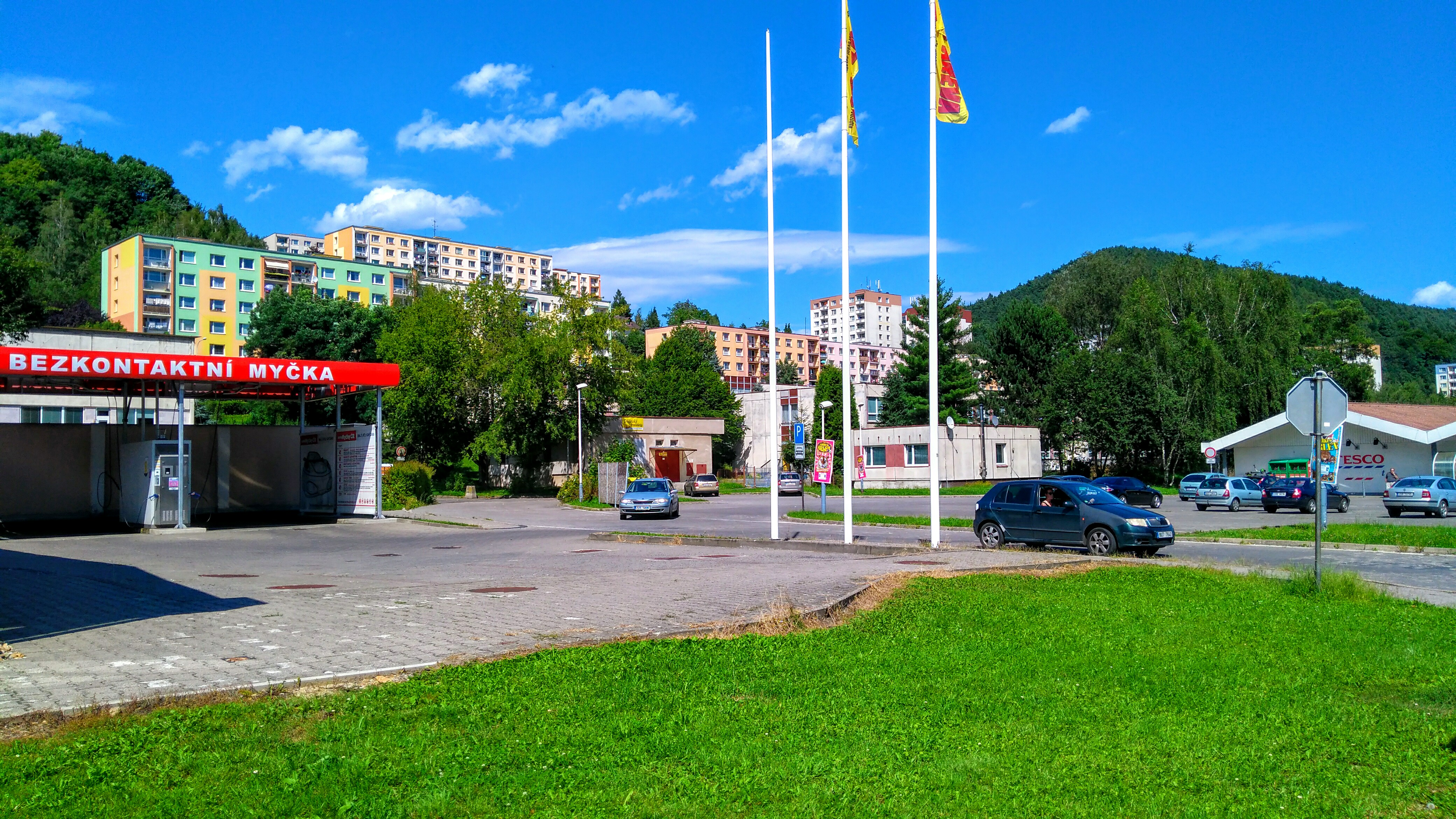
Pohled z Teplické na SV
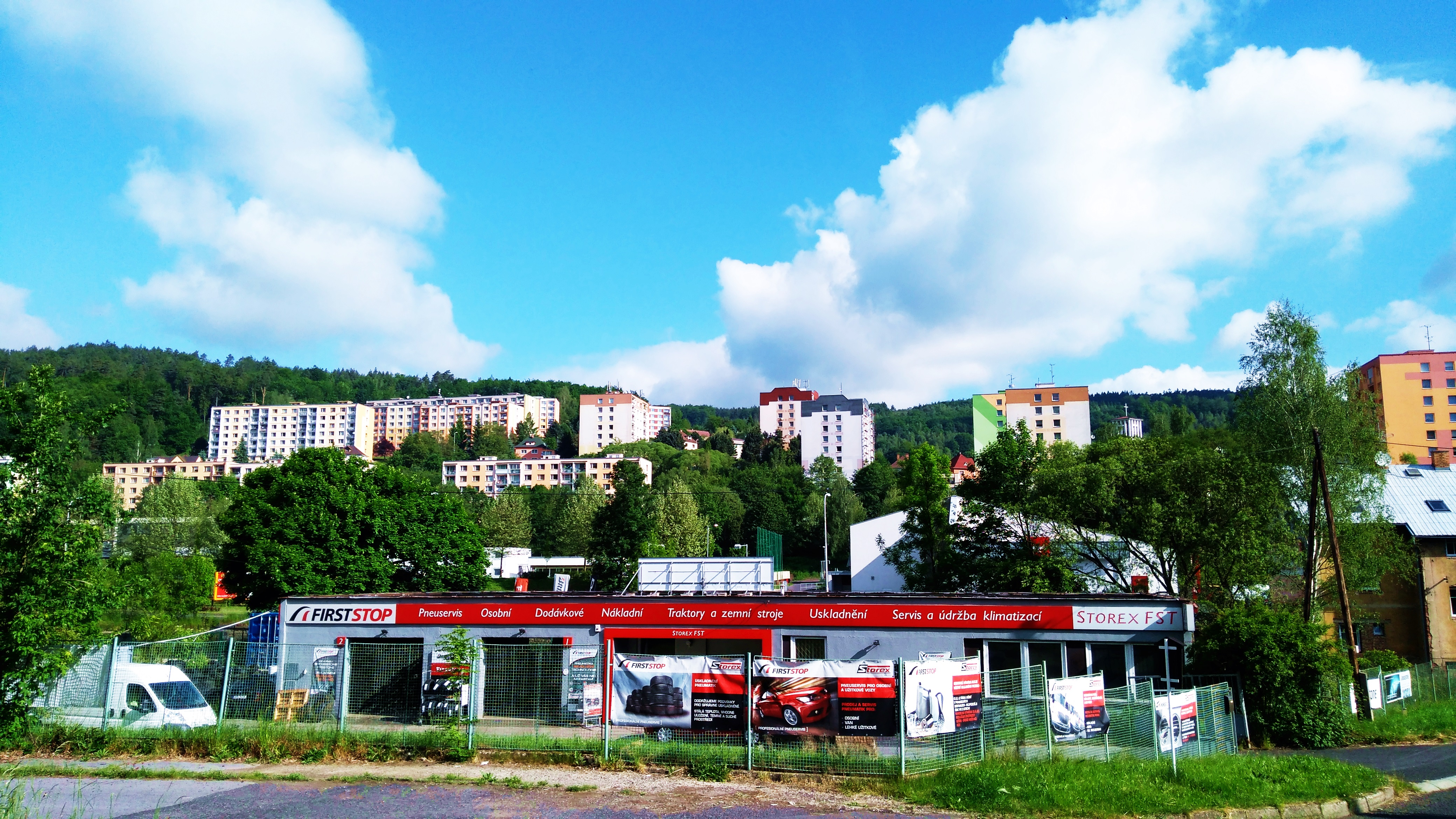
Pohled cestou vedoucí do Horního Oldřichova
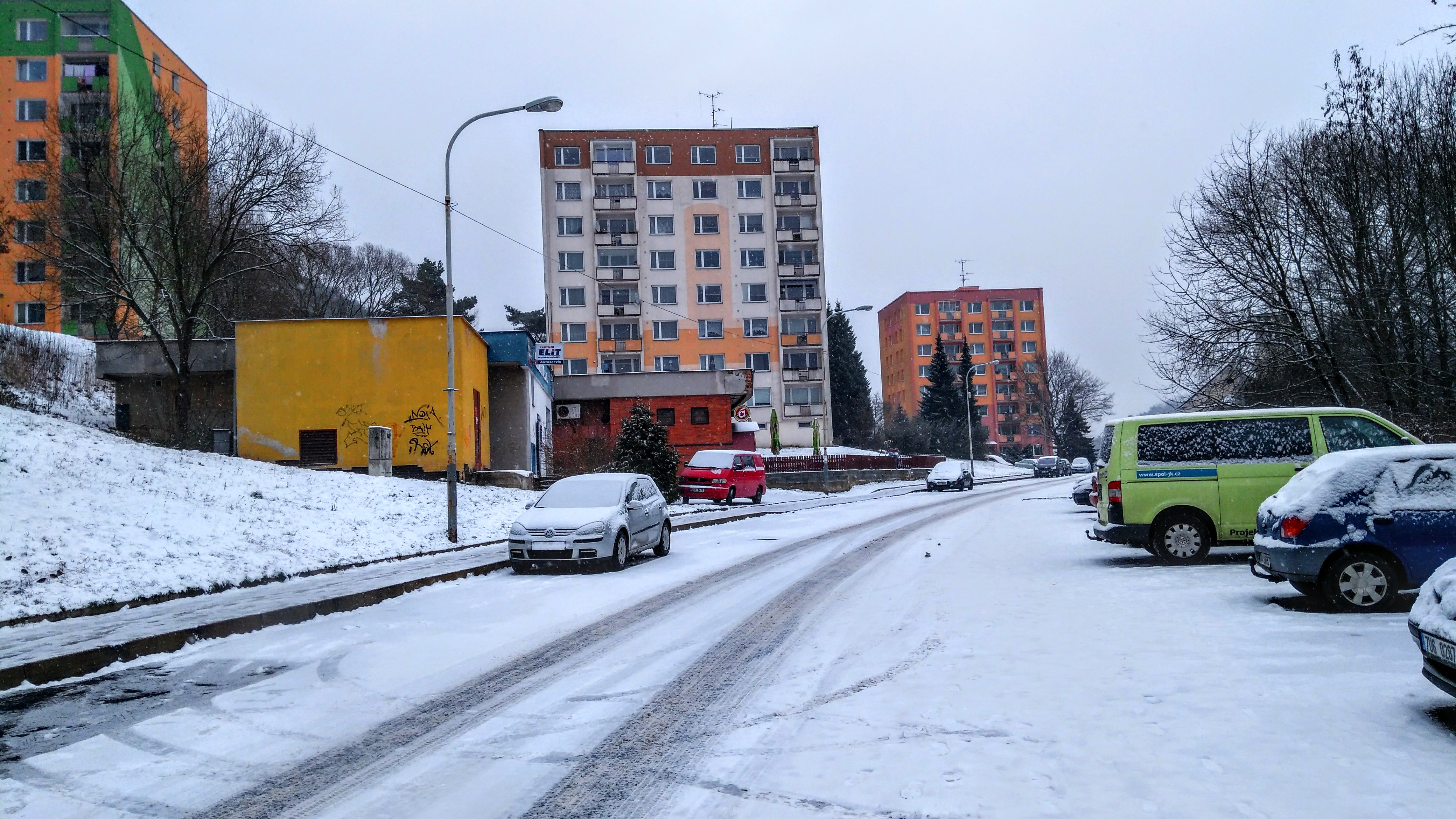
Ulice Na Pěšině
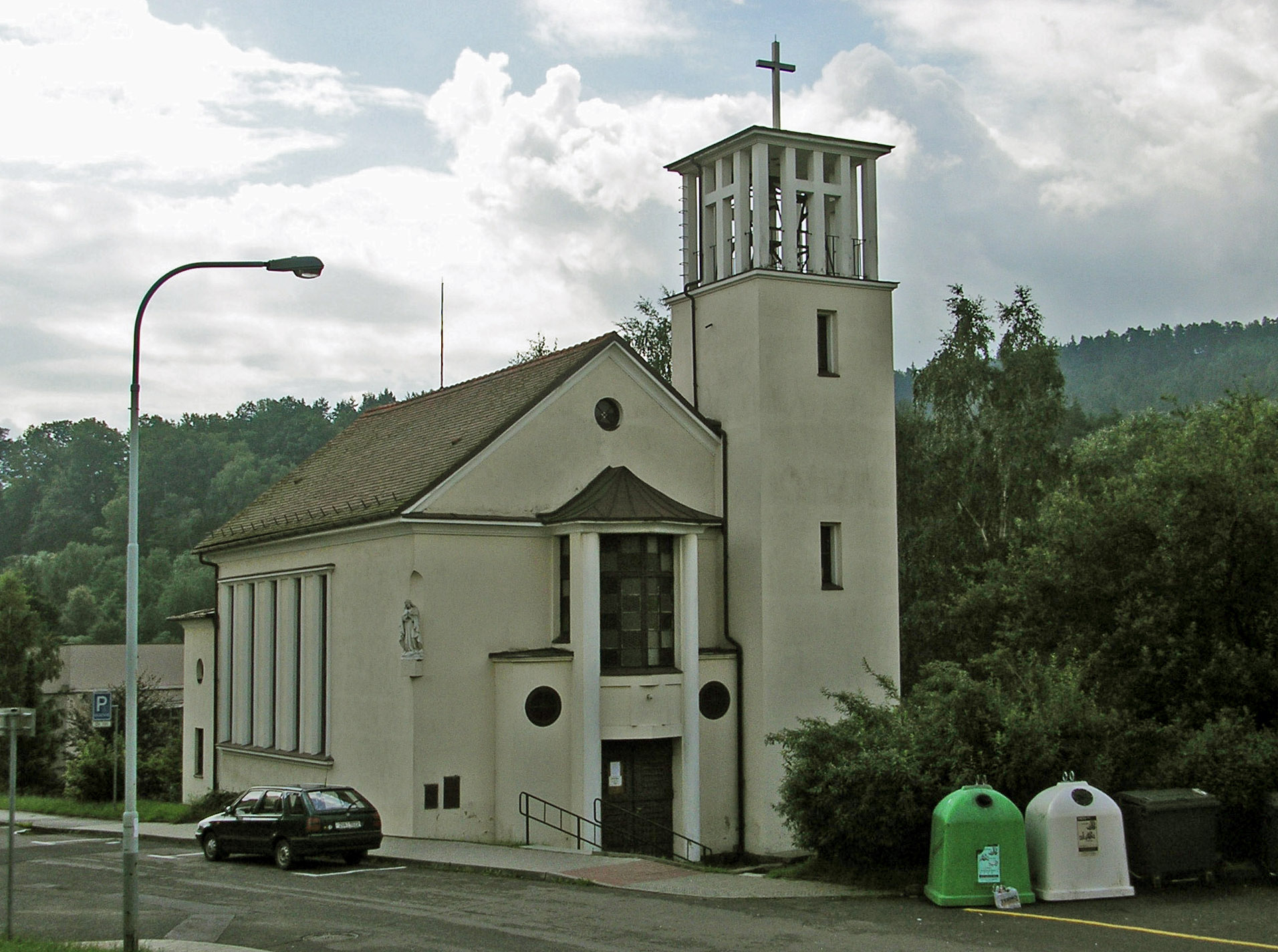
Kostel Panny Marie z roku 1933, pohled ze severozápadu
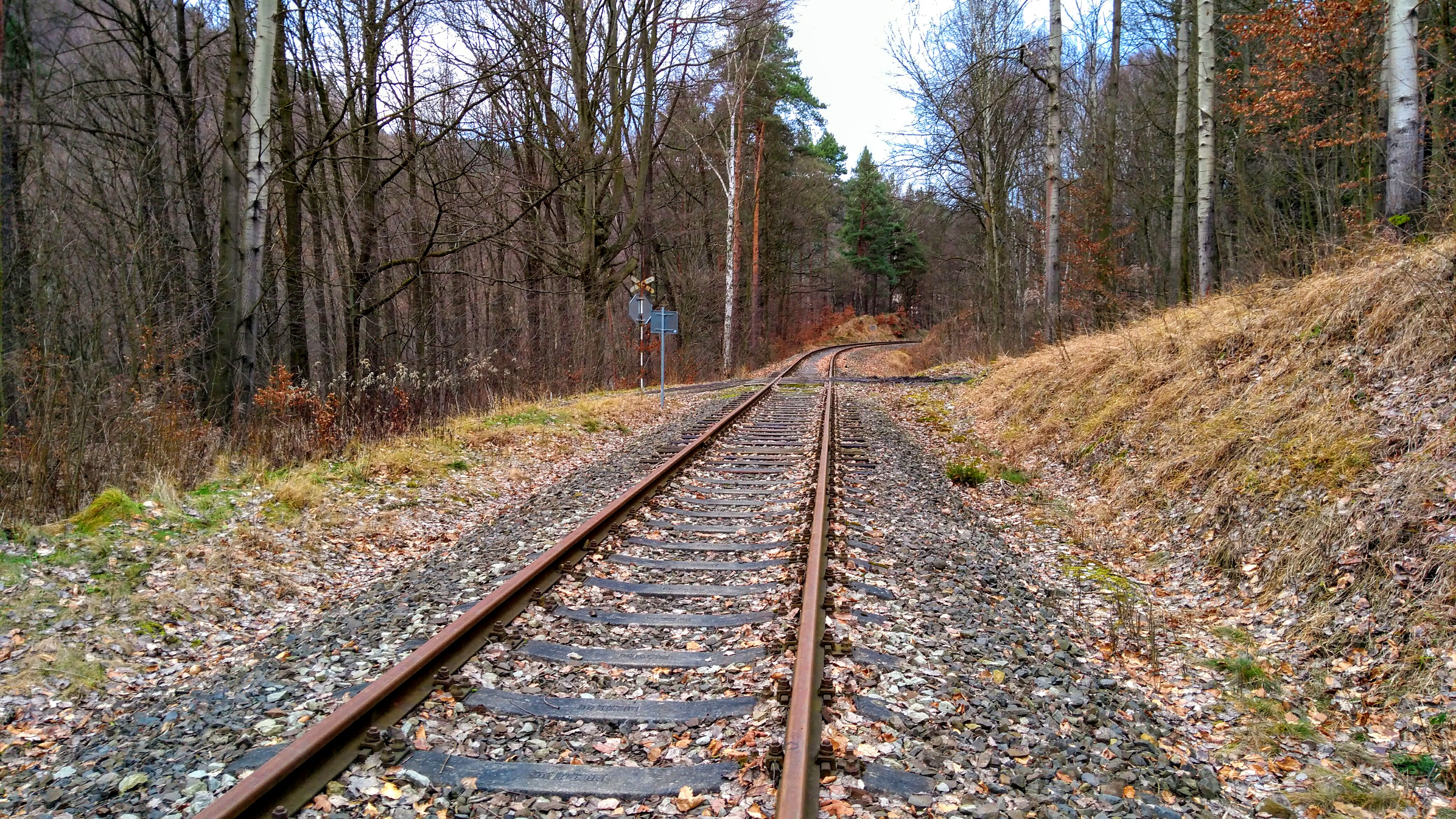
Jižní částí vede nevyužívaná železnice Kozí dráhy